# Giro delle Due Province
Le Giro delle Due Province est une course cycliste disputée autour de Marciana (it), frazione de la commune de Cascina. Créé en 1911, il s'agit de l'une des plus anciennes épreuves cyclistes en Italie,. Elle fait partie du calendrier national de la Fédération cycliste italienne
La compétition ne doit pas être confondu avec le Giro delle Due Province disputé autour de Messine en Sicile durant les années 1930.

## Palmarès
| Année     | Vainqueur            | Deuxième              | Troisième                |
| --------- | -------------------- | --------------------- | ------------------------ |
| 1911      | Antonio Buelli       |                       |                          |
| 1912      | Emilio Moschini      |                       |                          |
| 1913      | Leopoldo Torricelli  |                       |                          |
| 1914      | Ezio Cortesia (it)   | Rodolfo Romagnoli     | Assuero Barlottini       |
| 1915-1920 | Non disputé          |                       |                          |
| 1921      | Giuseppe Santarelli  |                       |                          |
| 1922      | Emilio Pucci         |                       |                          |
| 1923      | Angiolo Gabrielli    |                       |                          |
| 1924      | Francesco Verzani    |                       |                          |
| 1925      | Emilio Pucci         |                       |                          |
| 1926      | Francesco Verzani    |                       |                          |
| 1927      | Marcello Neri (it)   |                       |                          |
| 1928-1947 | Non disputé          |                       |                          |
| 1948      | Dino Rossi           |                       |                          |
| 1949      | Raffaello Benedetti  |                       |                          |
| 1950      | Dino Rossi           |                       |                          |
| 1951      | Mario Ciabatti       |                       |                          |
| 1952      | Aldo Zuliani         |                       |                          |
| 1953      | Flaminio Giusti      |                       |                          |
| 1954      | Non disputé          |                       |                          |
| 1955      | Roberto Falaschi     |                       |                          |
| 1956      | Romano Bani          |                       |                          |
| 1957      | Giancarlo Giusti     |                       |                          |
| 1958      | Augusto Cioni        |                       |                          |
| 1959      | Silvano Simonetti    |                       |                          |
| 1960      | Franco Rossello      |                       |                          |
| 1961      | Non disputé          |                       |                          |
| 1962      | Piero Baracchini     |                       |                          |
| 1963      | Non disputé          |                       |                          |
| 1964      | Maurizio Meschini    |                       |                          |
| 1965      | Roberto Grassi       |                       |                          |
| 1966      | Alfio Poli           |                       |                          |
| 1967      | Wainer Franzoni      |                       |                          |
| 1968      | Antonio Salutini     |                       |                          |
| 1969      | Dino Campitelli      |                       |                          |
| 1970      | Marcello Soldi       |                       |                          |
| 1971      | A. Del Bino          |                       |                          |
| 1972      | Serge Parsani        |                       |                          |
| 1973      | Serge Parsani        |                       |                          |
| 1974      | Dino Porrini         |                       |                          |
| 1975      | Palmiro Masciarelli  | Alan Spokes           | Giuseppe Piacenti        |
| 1976      | Gino Lori (it)       |                       |                          |
| 1977      | Claudio Toselli      |                       |                          |
| 1978      | Egidio Vallati       |                       |                          |
| 1979      | Alessandro Primavera |                       |                          |
| 1980      | Giancarlo Montedori  |                       |                          |
| 1981      | Giancarlo Montedori  |                       |                          |
| 1982      | Giampiero Castellani |                       |                          |
| 1983      | Daniele Piccini      |                       |                          |
| 1984      | Sandro Manzi         |                       |                          |
| 1985      | Andrzej Serediuk     |                       |                          |
| 1986      | Giovanni Umbri       |                       |                          |
| 1987      | Davide Maddalena     |                       |                          |
| 1988      | Valerio Donati       |                       |                          |
| 1989-1990 |                      |                       |                          |
| 1991      | Maurizio Topini      |                       |                          |
| 1992      | Daniele Giacomin     |                       |                          |
| 1993      | Simone Tomi          |                       |                          |
| 1994      | Riccardo Biagini     |                       |                          |
| 1995      | Gianluca Vezzoli     | Giovanni Giusti       | Nicola Castaldo          |
| 1996      | Andrea Buffoni       | Alessandro Varocchi   | Nicola Castaldo          |
| 1997      | Siro Grosso          | Nicola Giacomazzi     | Marco Macarra            |
| 1998      | Jamie Drew           |                       |                          |
| 1999      | Massimo Sorice       |                       |                          |
| 2000      | Gianluca Fanfoni     |                       |                          |
| 2001      | Massimo Manuzzi      |                       |                          |
| 2002      | Francesco Fiorenza   | Massimiliano Scipioni | Stefano Ciuffi           |
| 2003      | Gene Bates           | Manuele Mori          | Rino Benedetti           |
| 2004      | Giovanni Visconti    | Eugenio Loria         | Vittorio Valle Vallomini |
| 2005      | Alessio Ricciardi    | Gianluca Mirenda (it) | Maurizio Bellin          |
| 2006      | Alessandro Proni     | Marco Stefani         | Francesco Ginanni        |
| 2007      | Denis Tretyakov      | Maksym Averin         | Gianluca Maggiore        |
| 2008      | Konstantin Volik     | Michele Da Ros        | Federico Scotti          |
| 2009      | Lorenzo Bani         | Antonio Di Battista   | Matteo Mammini           |
| 2010      | Elia Favilli         | Matteo Belli          | Luca Rocchi              |
| 2011      | Dúber Quintero       | Marco Amicabile       | Eugenio Bani             |
| 2012      | Pietro Buzzi         | Mirco Maestri         | Mirko Puccioni           |
| 2013      | Alberto Bettiol      | Thomas Fiumana        | Luca Benedetti           |
| 2014      | Evgeniy Krivosheev   | Adriano Brogi         | Marco Amicabile          |
| 2015      | Niccolò Pacinotti    | Devid Tintori         | Niko Colonna             |
| 2016      | Andrei Voicu         | Lorenzo Luisi         | Nicolas Nesi             |
| 2017      | Davide Gabburo       | Ottavio Dotti         | Claudio Longhitano       |
| 2018      | Giovanni Petroni     | Michael Delle Foglie  | Matteo Natali            |
| 2019      | Matteo Rotondi       | Manuel Pesci          | Lorenzo Friscia          |
| 2020      | Stefano Gandin       | Andrea Colnaghi       | Simone Piccolo           |
| 2021      | Manuele Tarozzi      | Gabriele Benedetti    | Stefano Gandin           |
| 2022      | Matteo Zurlo         | Cristian Rocchetta    | Lorenzo Cataldo          |
| 2023      | Andrea D'Amato       | Daan Hoeks            | Manlio Moro              |
| 2024      | Leonardo Vesco       | Nicolò Arrighetti     | Andrea Guerra            |
| 2025      | Federico Iacomoni    | Tommaso Dati          | Marco Manenti            |

### Victoires par pays
| Pos. | Nation      | Victoire |
| ---- | ----------- | -------- |
| 1    | Italie      | 73       |
| 2    | Australie   | 2        |
| 2    | Russie      | 2        |
| 3    | Colombie    | 1        |
| 3    | Ouzbékistan | 1        |
| 3    | Pologne     | 1        |
| 3    | Roumanie    | 1        |